# Брон Брейккер
Бронсон Рехштайнер (англ. Bronson Rechsteiner, нар. 24 жовтня 1997) — американський професійний реслер і колишній гравець в американський футбол. Він підписав контракт з WWE, де представляє бренд RAW і виступає під ринговим ім'ям Брон Брейккер (англ. Bron Breakker). Він дворазовий Інтерконтинентальний чемпіон WWE. Раніше Брон виступав на шоу бренду NXT, де став дворазовим чемпіоном NXT і одноразовим командним чемпіоном NXT. Професійний реслер у другому поколінні, Рехштайнер є сином Ріка Штайнера та племінником Скотта Штайнера (які виступали разом як Брати Штайнери). Рехштайнер був визнаний «Новачком Року» у 2022 році за версією читачів Wrestling Observer Newsletter.

## Раннє життя, футбольна кар'єра
Рехштайнер народився у Вудстоку, штат Джорджія. Він відвідував середню школу «Etowah» у Вудстоці, де грав у футбол і за три роки став гравцем університетської команди. Він також займався боротьбою, вигравши чемпіонат штату Джорджія класу АААААА (вагова категорія 220 фунтів) у 2016 році. Після закінчення школи Рехштайнер продовжив навчання в Університеті Кеннесоу за спеціальністю «Кримінальне правосуддя». Під час навчання в Кеннесоу Рехштайнер грав у футбол за команду «Сови штату Кеннесоу». У лютому 2020 року Рехштайнер вийшов на драфт Національної футбольної ліги, але не був обраний. У квітні 2020 року він був підписаний командою «Балтимор Рейвенс» як вільний агент. У серпні 2020 року був звільнений.

## Кар'єра професійного реслера

### Початок (2020)
Виступаючи під своїм справжнім ім'ям, Рехштайнер дебютував у професійному реслінгу 8 жовтня 2020 року на турнірі «WrestleJam 8», організованому AWF/WOW у Рінгголді, штат Джорджія. Він переміг Джеймі Голла.

### WWE (2021–дотепер)

#### NXT (2021—2024)
У лютому 2021 року WWE оголосила, що Рехштайнер підписав з компанією контракт молодого таланта. Пізніше, того ж місяця він був направлений для тренувань до WWE Performance Center в Орландо, штат Флорида. На платному PPV-шоу WrestleMania Backlash, 16 травня Рехштайнер і кілька інших реслерів зображували «зомбі» в матчі з «лісорубами» між Деміаном Прістом і Мізом. У серпні 2021 року він з'явився в епізоді NXT, зобразивши охоронця, на якого напав Самоа Джо.

#### Основний ростер, Інтерконтинтальне чемпіонство (2024)
Виграв титул Інтерконтинентального чемпіона WWE у матчі з Семі Зейном на SummerSlam. Програв титул Джею Усо в епізоді RAW від 23 вересня, однак повернув його за місяць, в епізоді RAW від 21 жовтня з допомогою членів Родоводу. Програв титул на Реслманії 41 Домініку Містеріо у багатосторонньому матчі.